# Migo
Migo é um romance escrito pelo antropólogo Darcy Ribeiro e publicado em 1988 pela Editora Guanabara. 
Segundo Darcy, Migo é sua autobiografia inventada, uma vida que ele até poderia ter vivido se tivesse ficado em Minas Gerais, onde nasceu: "É um romance confessional, em que me mostro e me escondo, sem fanatismos autobiográficos".
O romance foi publicado na Alemanha em 1994, e foi traduzido por Curt Meyer-Clason.